# Турец (Псковская область)
Турец — деревня в Плюсском районе Псковской области России. Входит в состав Лядской волости.
Расположена в 1 км от правого берега реки Плюссы, в 40 км к западу от райцентра Плюсса, в 7 км к югу от волостного центра Ляды и в 2 км к северу от деревни Лосицы.

## Население
Численность населения деревни на 2000 год составляла 17 человек, по переписи 2002 года — 15 человек.

## История
До 1 января 2006 года деревня входила в состав ныне упразднённой Лосицкой волости.